# Козицино (Ярославская область)
Козицино (на топокарте Козицыно) — деревня Арефинского сельского поселения Рыбинского района Ярославской области.
Деревня расположена на левом берегу речки Кошки недалеко от её впадения (слева) в реку Ухру. На противоположном берегу реки Кошки, напротив Козицино, стоит деревня Суриново. В 1 км южнее Козицино и Суриново проходит автомобильная дорога из Рыбинска к центру сельского поселения, селу Арефино, которое расположено к востоку и выше по течению Ухры примерно на расстоянии 2,5 км (по прямой). У пересечения автомобильной дороги с рекой Кошкой, в 1 км к югу от Козицино стоит деревня Простино. К северу, ниже по течению Ухры примерно в 1,5 км, стоит деревня Афремово. Вокруг перечисленных деревень, вдоль реки — сельскохозяйственные угодья, но далее в направлении к югу-западу от Козицино расположен большой, частично заболоченный лес.
Деревня Казицына обозначена на плане Генерального межевания Рыбинского уезда 1792 года.
На 1 января 2007 года в деревне Козицино числилось 3 постоянных жителя. Почтовое отделение, расположенное в центре сельского поселения — селе Арефино, обслуживает в деревне Козицино 15 домов.